# Мечислав Вілчевський
Мечислав Стефан Вілчевський (пол. Mieczysław Stefan Wilczewski) — польський спортсмен, переможець Туру Польщі 1953 року.

## Біографія
Народився 30 жовтня 1932 року у місті Здолбунів, яке в той час входило у склад Польської республіки. Після приєднання Західної України до СРСР переїхав до Сілезії. З 1948 року бере участь у змаганнях, виступаючи за сілезькі велоклуби.
Переміг у Турі Польщі 1953 року. У тому ж році отримав срібний Хрест Заслуги. Наступного року протягом семи днів був лідером Велоперегону Миру, але не зміг зберегти майку лідера, закінчивши турнір на сьомому місці. Взяв участь у XVII Олімпійських іграх. У складі польської команди також брав участь у командних роздільних перегонах, на яких поляки посіли десяте місце. Закінчив виступи у 1962 році. У 70-х емігрував до США, де й помер у 1993 році.